# Cung điện Nostic
Cung điện Nostic (tiếng Séc: Nostický palác) là một trong những cung điện lịch sử ở Praha. Cung điện tọa lạc trên quảng trường Malta ở Phố nhỏ Praha, Cộng hòa Séc. Cung điện này có tên trong danh sách các di tích văn hóa của Cộng hòa Séc từ năm 1958.

## Lịch sử
Một số sự kiện lịch sử nổi bật của cung điện:
- 1660 - 1676: Thủ tướng Vương quốc Bohemia - Jan Hartvík của Nostice cho xây dựng cung điện. Tác giả thiết kế cung điện có khả năng là kiến trúc sư Francesco Caratti hoặc Carlo Lurago.
- Năm 1720: Tầng áp mái của cung điện được trang trí với các bức tượng của bốn vị hoàng đế. Tác giả các bức tượng này được cho là nhà điêu khắc Michael Jan Brokoff.[2]
- Năm 1760 - 1765: Cung điện được tân trang theo phong cách Baroque. Người phụ trách là kiến trúc sư Antonín Haffenecker. Khu phức hợp cung điện có thêm một cổng vào theo phong cách Rococo, một trường dạy cưỡi ngựa và một khu vườn.
- Năm 1945: Cung điện Nostic trở thành tài sản nhà nước.
- 1998 - 2002: Cung điện Nostic được trùng tu và mở rộng thêm để làm trụ sở của Bộ Văn hóa Cộng hòa Séc.[3]